# 성범죄수사대: SVU
성범죄수사대: SVU(Law & Order: Special Victims Unit) 또는 Law & Order: 성범죄전담반은 《로앤오더》의 스핀오프 작품으로 1999년 9월 20일부터 현재까지 NBC에서 방영 중인 드라마이다.

## 줄거리
성범죄, 아동 및 노약자와 관련된 특수범죄를 전담하기 위해 만들어진 SVU의 형사들이 사건에 대응해 나가는 모습을 그리고 있다.

## 등장인물
- 올리비아 벤슨(Olivia Benson): 누군지도 모르는 사람으로부터 강간당한 모친에게서 태어난 인물로서, 위와 같은 성장배경으로 인하여 성범죄를 전담으로 수사하는 특별수사대의 형사가 되었다. 아버지가 누군지도 모르고 지내다가 시즌8 무렵 유전자검사를 통해 이복남동생이 있다는 사실을 알게되었고 누구보다도 피해자를 잘 헤아려주며, 사건현장에서는 강한 능력과 카리스마를 발휘하는 인물이기도 하다. 시즌의 시작부터 시즌 12까지 엘리엇 스테이블러와 파트너로 사건을 수사하였으며 시즌 15에 이르러서는 기존의 크레이건 반장의 은퇴로, 그 지위에 오르게 되어 SVU를 총지휘하는 역할을 맡게 되었다.
- 엘리엇 스테이블러(Elliot Stabler): 해병대의 출신으로, 그의 배우자와 동시에 독실한 가톨릭 신자로 피임을 하지 않아 5명의 아이를 낳게 되었다. SVU 내에서 유일하게 딸이 있는 인물로서 미성년자와 연계된 사건에 유달리 민감한 반응을 보이기도 하며 사건수사과정에 있어서 그는 매우 열정적인 모습을 보이기도 한다. 하지만 다혈질인 성격 탓에 수차례 경찰로서의 직무를 수행하는데 있어서 지장을 초래한다며 해고 등의 위기를 맞더니[3] 시즌12에 이르러 경찰서 내에서 소녀를 사살한 것이 문제가 되어 시즌13에 하차를 하게 되었다. 엘리엇의 하차로 SVU의 수많은 팬들이 아쉬워 하기도 하였다.
- 존 먼치(John Munch): 다른 팀원들에 비하여 상대적으로 냉철한 성격을 가지고 있는 소유자이며, 3번의 이혼경력을 가지고 있다. 위와 같은 성격에 알맞게 극중에서 상당한 달변가로 설정된다. 사건수사과정에 있어서 음모론적 관점에 의한 견해를 자주 제시하는 편이고 주로 사건에서 수집된 증거와 자료를 분석하는 업무를 담당하고 있으며 크레이건 반장과 동시에 극중에서 시즌15를 기점으로 은퇴한다.
- 오다 핀 투투올라(Odafin Tutuola): 수사대 내에서 상대적으로 자유로운 성격을 가지고 있는 소유자이며, 강한 책임감으로서 사건을 수사하고 감정조절을 상당히 잘하는 형사이기도 하다. 마약수사대에서 근무하다가 시즌2를 기점으로 SVU에 합류하였으며 주로 존 먼치와 파트너로 사건을 수사하였다. 흑인이라는 인종적 배경으로 인하여 인종차별의 문제에 상당히 민감한 반응을 보이며 배우자와 이혼한 후, 성소수자인 아들이 있고 전 배우자의 가족[4] 문제로 인하여 시즌8 무렵 문제가 되었던 적도 있었다.
- 도널드 크레이건(Donald Cragen): 온화한 리더십으로 성범죄수사대라는 특성상 정신적인 문제점을 앓을 수도 있는 팀원들을 잘 다독이는 SVU의 반장으로, 팀원들의 갈등을 중재하기도 하며 적절한 상황판단과 지시로 수사대를 이끌다가 시즌15를 기점으로 은퇴한다. 시즌8에서 팀 내에서 발생한 형사들의 여러 가지 문제[5]들로 인하여 한때 다른 곳으로 전출되었다가 복귀하기도 하였다.
- 조지 황(George Huang): 중국계 미국인으로, FBI 소속의 정신과 전문의 겸 범죄심리분석가이다. 시즌2 후반을 기점으로 SVU에 합류하였으며 열혈적인 사람으로 SVU 형사들과 갈등을 빚기도 하지만 극 내에서 사건에 대하여 정신병리학적 소견을 밝히거나 범죄자들의 심리를 분석해 형사들의 수사에 직간접적으로 참여하기도 한다. 극중에서 시즌12를 기점으로 다른 곳으로 전출된 것으로 나오지만 시즌14, 15에도 부분적으로 등장하여 SVU에 도움을 주고 있다.
- 멜린다 워너(Melinda Warner): 아프리카계 미국인으로, 사건현장과 사체의 검시 업무를 맡고 있는 법의학자이다. 자신의 직업에 대한 사명감이 매우 투철한 사람으로 형사들에게 사건이 난항에 부딪히거나 할 때 해결하는데 있어서 도움을 주는 경우도 있다. SVU에는 시즌2를 기점으로 합류하였고 극중에서 거의 대부분 조언자적인 역할로서 등장한다.
- 알렉산드라 캐봇(Alexandra Cabot): SVU에는 시즌2를 기점으로 합류하였고, 합류 초기에는 SVU의 상황[6]상 형사들과 갈등을 빚기도 하였으나 시간이 갈수록 케봇 검사가 가지고 있는 사건에 대한 열혈적인 열정과 정의감을 SVU 형사들이 알게되면서 SVU 내에서 없어서는 안 될 사람이 되었지만 시즌5에서 성범죄의 가해자격인 콜롬비아 마약상에 의하여 총격을 입으면서 증인보호프로그램이라는 명목으로 극중에서 하차한 것으로 나오지만 그 후로도 SVU에서 합류와 하차를 반복하고 있는 것으로 보아 반고정상태에 있는 것으로 추정된다.
- 케이시 노박(Casey Novak): 알렉산드라 캐봇 검사의 후임으로 합류한 자로 검찰청 고위검사들이 특별히 발탁하여 SVU에 합류하게 되었지만, 사건수사의 과정에서 여러 가지 정신건강에 좋지 않은 현장들을 많이 목격하면서 충격을 받는 모습을 보이기도 한다. 점차 시간이 갈수록 SVU 형사들의 도움과 주변 법조인들의 조언으로 사건에 적응해 나가는 모습을 보이지만, 시즌9에 이르러 현직 경찰이 가해자인 가정폭력과 살인 등 여러 가지 사건들을 수사하는 과정에서 편법[7]을 사용하여 법률위원회에서 검사와 변호사로서의 자격을 정지받아 SVU에서 하차한다. 前 남자친구가 정신질환을 앓아 이에 대한 정신적 외상을 갖고 있는 것으로 보이며 시즌12 이후로 전술한 자격정지의 처벌이 집행유예된 것으로 처리되어 SVU에 복귀하였고, 그 후로도 간간히 SVU 내에서 사건을 지휘하는 검사로 출연하고 있다.

## 방송 기간
| 시즌 | 방영 기간                          | 방영 회차 |
| ---- | ---------------------------------- | --------- |
| 1    | 1999년 9월 2일 ~ 2000년 5월 21일   | 22부작    |
| 2    | 2000년 10월 20일 ~ 2001년 5월 11일 | 21부작    |
| 3    | 2001년 9월 28일 ~ 2002년 5월 17일  | 23부작    |
| 4    | 2002년 9월 27일 ~ 2003년 5월 16일  | 25부작    |
| 5    | 2003년 9월 23일 ~ 2004년 5월 18일  | 25부작    |
| 6    | 2004년 9월 21일 ~ 2005년 5월 24일  | 23부작    |
| 7    | 2005년 9월 20일 ~ 2006년 5월 16일  | 22부작    |
| 8    | 2006년 9월 19일 ~ 2007년 5월 22일  | 22부작    |
| 9    | 2007년 9월 25일 ~ 2008년 5월 13일  | 19부작    |
| 10   | 2008년 9월 23일 ~ 2009년 6월 2일   | 22부작    |
| 11   | 2009년 9월 23일 ~ 2010년 5월 19일  | 24부작    |
| 12   | 2010년 9월 22일 ~ 2011년 5월 18일  | 24부작    |
| 13   | 2011년 9월 21일 ~ 2012년 5월 23일  | 23부작    |
| 14   | 2012년 9월 26일 ~ 2013년 5월 22일  | 24부작    |
| 15   | 2013년 9월 25일 ~ 2014년 5월 21일  | 24부작    |
| 16   | 2014년 9월 24일 ~ 2015년 5월 20일  | 23부작    |
| 17   | 2015년 9월 23일 ~ 2016년 5월 25일  | 23부작    |
| 18   | 2016년 9월 21일 ~ 2017년 5월 24일  | 21부작    |
| 19   | 2017년 9월 27일 ~ 2018년 5월 23일  | 24부작    |